# Concílio de Laodiceia

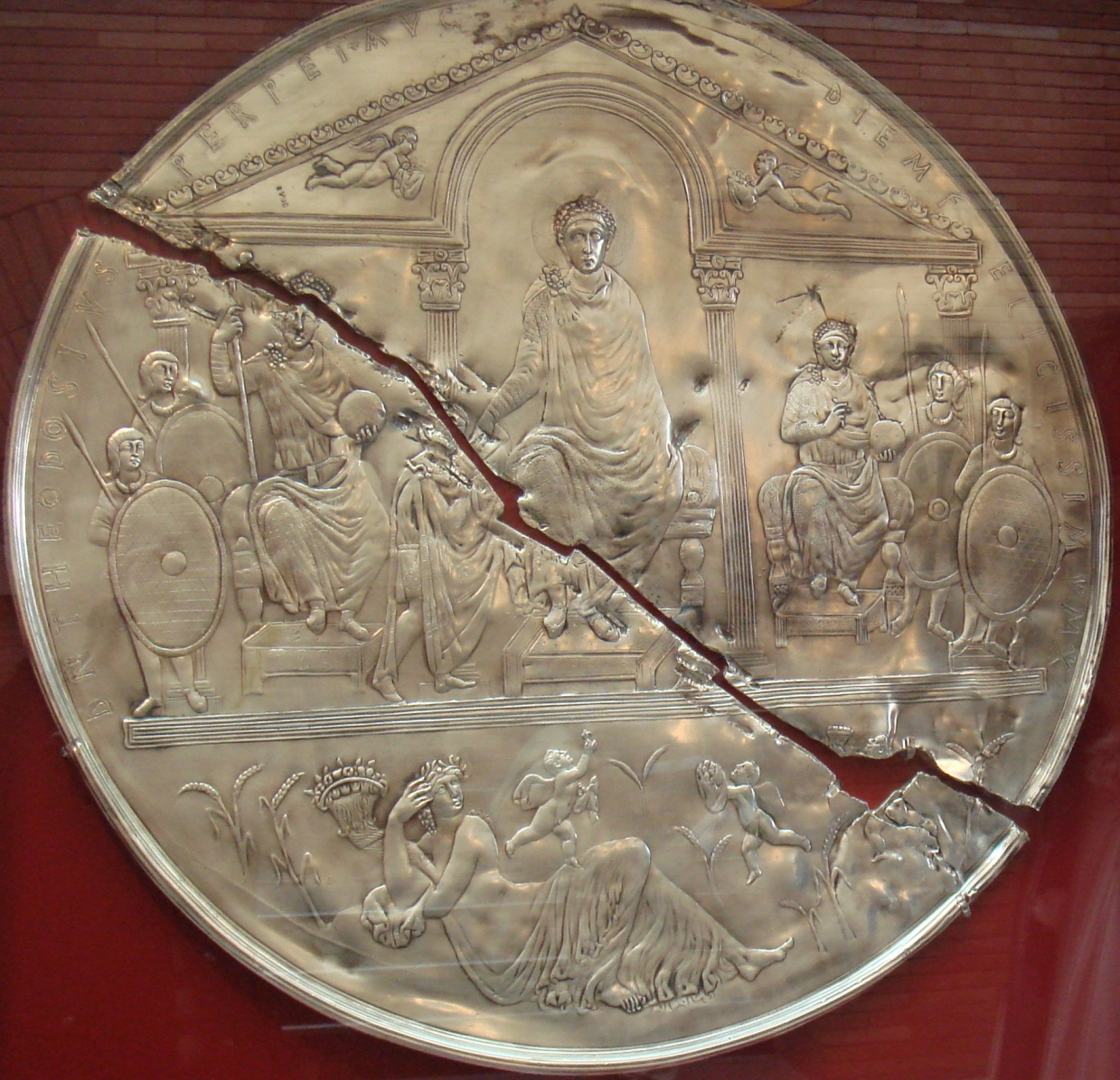
Uma cópia do Missorium de Teodósio no Museu de Mérida, na Espanha.

O Concílio de Laodiceia ou Sínodo de Laodiceia foi um sínodo regional de aproximadamente 30 clérigos da Anatólia (atual Turquia) entre 363 e 364 d.C.,logo depois da guerra romano-persa na época do imperador romano Teodósio I.

## Cânon bíblico

### Principais cânones
As principais decisões e preocupações do concílio envolveram efetivamente o comportamento dos membros da igreja. O concílio registrou seus cânones por meio de regras escritas, cujos principais manuscritos sobreviveram até a atualidade ou foram citados por outros sínodos e concílios. Entre os sessenta cânones decretados, os objetivos principais eram:
- Manter a ordem entre os bispos, clérigos e leigos (cânones 3-5, 11-13, 21-27, 40-44, 56-57)[1]
- Cumprimento de comportamento modesto de clérigos e leigos (4, 27, 30, 36, 53-55))[1]
- Abordagem regular dos hereges (cânones 6-10, 31-34, 37), judeus (cânones 16, 37-38) e pagãos (cânon 39)[1]
- Reconfirmava a guarda do domingo e anamatizava a guarda do sábado (cânon 29)[1]
- Esboça algumas práticas litúrgicas (cânones 14-20, 21-23, 25, 28, 58-59)[1]
- Discute as restrições durante a Quaresma (cânones 45, 49-52)[1]
- Admissão e instrução de catecúmenos e neófitos (cânones 45-48)[1]
- Especifica o Cânon bíblico (cânones 59) e o Apocalipse,[1] a autenticidade do cânon 60 é questionável.[2]

## Cânon bíblico
O cânone 59 restringiu as leituras nos templos somente aos livros canônicos do Velho e Novo Testamentos. O cânone 60 lista estes livros, porém sua autenticidade é questionada por diversos estudiosos e alguns sugerem que foi uma adição posterior. Este cânon decreta que o Novo Testamento conteria 26 livros, omitindo o Livro do Apocalipse, e o Antigo Testamento, incluiria os 22 livros da Bíblia Hebraica, acrescido do Livro de Baruque e da Epístola de Jeremias.